# Anthaxia affabilis
Anthaxia affabilis es una especie de escarabajo del género Anthaxia, familia Buprestidae. Fue descrita científicamente por Kerremans en 1913.